# Taperigna
Taperigna is een vliegengeslacht uit de familie van de roofvliegen (Asilidae).

## Soorten
- T. diogmitiformis Artigas & Papavero, 1991